# Diego de Castro (noble portugués)
Don Diego de Castro fue un noble y militar portugués, el segundo Conde de Basto. Era hijo de D. Fernando de Castro, 1.º conde de Basto, y de D. Filipa de Mendonça.
Fue presidente de la Junta Gobernadora del Reino, entre 1623 y 1631, durante el período Dinastía Filipina. Esta Junta dictaminó que el Reino de Portugal, en nombre y por designación del rey de España, por lo que en la práctica, Don Diego ejerce las funciones que hoy son equivalentes al primer ministro. Más tarde sería Virrey de Portugal entre 1633 y 1634. Su Gobierno es considerado decisivo en la crisis que derivó en la Guerra de Restauración portuguesa.

## Biografía
Nacido en 1562, su padre fue el aristócrata Don Fernando de Castro, quien apoyó la entronización de Felipe II como rey de Portugal, lo cual le valió la concesión del título de Conde de Basto.
Miembro de una distinguida familia de la ciudad de Évora, inició su carrera militar bajo la dinastía de Avís, para la cual ejerció su primer papel notable al servicio del Rey Sebastián I en la batalla de alcazarquivir (4 de agosto de 1578), donde el rey falleció y de Castro fue capturado. Del cautiverio, junto con otros muchos nobles portugueses, fue liberado gracias a la intervención de Felipe II, quien alcanzó el trono de Portugal en 1580 bajo el nombre de "Felipe I de Portugal". Bajo el gobierno de este, tuvo un rápido ascenso en el gobierno.
En 1583 participó de la conquista española de las Azores, liderada por el marqués de Santa Cruz, batalla que supuso el fin de la guerra de sucesión portuguesa y el inicio de la Unión Ibérica. De regreso al continente, se le encargó proteger las costas de la península ibérica de la amenaza inglesa y holandesa, entre 1589 a 1597.
En 1605 fue nombrado presidente de los altos tribunales Casa da Suplicação y Desembargo do Paço. En 1621 comenzó a formar parte de la Junta de Gobierno del Reino, que ejercía las funciones de Virrey, junta de la cual se volvió presidente entre 1623 y 1631.

## Virrey de Portugal
En 1633, tras más de una década de juntas de gobierno, de Castro fue nombrado Virrey de Portugal, en plena crisis política por el aumento de la carga fiscal, la toma de la capitanía de Pernambuco por la Compañía Neerlandesa de las Indias Occidentales en 1630 y por las reformas autoritaria del conde duque de Olivares. De Castro había sido nombrado virrey con el objetivo de restaurar el orden en Portugal, entonces sacudido por los disturbios y el descontento. El rey Felipe IV negoció con su hijo, Miguel de Castro, con el objetivo de crear un entramado familiar que dirigiera la restauración del poder en Portugal, y, además, colaborara en la retoma de Pernambuco por medio de la instauración de una renta fija de 500.000 cruzeiros para financiar la campaña.
Sin embargo, su Gobierno no consiguió los objetivos del Gobierno de Madrid, pues de Castro había intentado protestar en contra de la represión orquestada desde España, sin éxito, lo cual condujo a su destitución tras un fallido atentado contra Miguel de Vasconcelos, enviado del conde duque de Olivares en Lisboa, el 1 de mayo de 1634.
Sería reemplazado por Margarita de Saboya, quien estaba dispuesta a permitir las reformas de Olivares en territorio luso y sería la última virreina antes de la Independencia de Portugal.

## Después del virreinato
Tras esto, se retiró de la vida pública a Évora, lugar donde, inesperadamente, regresaría a la política como mediador de la revuelta antifiscal (Revuelta de Manuelinho) de 1637 y 1638. Sin embargo, su papel fracasó y en vez de acabar la revuelta solo logró su extensión.
Fallecería poco después, cuando se disponía a viajar a Madrid para formar parte de la discusión que allí se llevaría a cabo sobre el futuro de Portugal. Con la proclamación de Juan IV como rey de Portugal, su viuda fue atacada por los insurrectos portugueses, lo cual obligó a que las tropas leales a Madrid a intervenir para protegerla. Finalmente, ella, junto con su hijo, Lorenzo Pires de Castro, III Conde de Basto, leales a Felipe IV, se exiliaron en Madrid junto con el resto de aristócratas portugueses exiliados por la proclamación del Gobierno de la Casa de Braganza.